# 棗 (福井市)
棗（なつめ）は、福井県福井市の地域。川西ブロック(北西部)に属する。

## 人口
棗には2024年1月1日現在1397人が住んでおり、世帯数は530世帯。そのうち男性が709人、女性は688人。